# بسکتبال کوروکو
بسکتبال کوروکو، با عنوان ژاپنی کوروکو نو باسکه (به ژاپنی: 黒子のバスケ Kuroko no Basuke) یک سری مانگا شونن ژاپنی که توسط تاداتوشی فوجیماکی نوشته و مصورسازی شده‌است. این سری از ۸ دسامبر ۲۰۰۸ تا ۲۲ سپتامبر ۲۰۱۴ توسط انتشارات شوئیشا در هفته‌نامه شونن جامپ به چاپ می‌رسید. دنباله‌ای بر نسخه مانگا با عنوان بسکتبال کوروکو: اکسترا گیم (به ژاپنی: 黒子のバスケ EXTRA GAME) از ۲۹ دسامبر ۲۰۱۴ در مجله جامپ نکست! در حال انتشار است. داستان مجموعه دربارهٔ یک تیم بسکتبال دبیرستانی و تلاش آن‌ها برای ورود به مسابقات ملی است. تتسویا کوروکو عضو سابق یک تیم افسانه‌ای بسکتبال مدرسه‌ای است که با نام «نسل معجزات» شناخته می‌شدند. کوروکو پس از ملاقات با بازیکنی با استعداد به نام کاگامی تایگا، تصمیم گرفت نقش سایه را برایش بازی کند و به او برای تبدیل شدن به برترین بازیکن بسکتبال ژاپن کمک کند.
بر اساس نسخه مانگا ۳ فصل مجموعه تلویزیونی انیمه توسط استودیو پروداکشن آی. جی و به کارگردانی شونسوکه تادا تهیه شده‌است.
انیمۀ این مانگا، از شبکۀ امید با نام بسکتبالیست‌ها پخش شده است.

## خلاصه داستان
تیم بسکتبال مدرسه راهنمایی تیکو با برتری بی‌چون و چرای خود بر تیم‌های بسکتبال ژاپن، به مدت سه سال متوالی قهرمانی ملی مدارس راهنمایی را از آن خود کرد. بازیکنان ستاره این تیم با عنوان "نسل معجزه‌آسا" شناخته شدند. پس از فارغ‌التحصیلی از مدرسه راهنمایی، پنج بازیکن ستاره به دبیرستان‌های مختلف با تیم‌های بسکتبال تراز اول رفتند. اما شایعه‌ای وجود داشت که می‌گفت بازیکن ششمی نیز در "نسل معجزه‌آسا" حضور داشته است: عضوی شبح‌وار که به عنوان ششمین بازیکن شناخته می‌شد.  
این بازیکن مرموز اکنون دانش‌آموز سال اول دبیرستان سیرین است، مدرسه‌ای جدید با تیمی قدرتمند اما کمتر شناخته شده. تتسویا کوروکو - عضو ششم "نسل معجزه‌آسا" - و تائیگا کاگامی - بازیکنی با استعداد طبیعی که بیشتر دوران نوجوانی خود را در آمریکا گذرانده است، قصد دارند با شکست دادن یکی‌یکی هم‌تیمی‌های سابق کوروکو، تیم سیرین را به اوج بسکتبال دبیرستانی ژاپن برسانند. این مجموعه، صعود سیرین به مقام بهترین تیم دبیرستانی ژاپن را روایت می‌کند.  
اعضای نسل معجزه‌آسا عبارتند از:
- ریوتا کیسه  
- شینتارو میدوریمه  
- دایکی آئومینه  
- آتسوشی موراساکیبارا  
- سئیجورو آکاشی  
کوروکو و کاگامی با همکاری یکدیگر و با تکیه بر سبک منحصربه‌فرد کوروکو که بر پایه نامرئی بودن و پاس‌های دقیق است، به مصاف این بازیکنان افسانه‌ای می‌روند. هر یک از اعضای سابق نسل معجزه‌آسا در دبیرستان‌های مختلف به ستاره‌های تک‌رو و خودمحور تبدیل شده‌اند، اما کوروکو و کاگامی ثابت می‌کنند که روح تیمی و همکاری می‌تواند حتی بر بزرگ‌ترین استعدادهای انفرادی غلبه کند.